# Neonerita intorta
Neonerita intorta là một loài bướm đêm thuộc phân họ Arctiinae, họ Erebidae.